# Gustave Ruhl
Pour les articles homonymes, voir Ruhl.
Gustave Ruhl, né le 3 avril 1856 à Verviers et mort en 1929, est un avocat et archéologue amateur liégeois.

## Biographie
Né à Verviers dans une famille originaire de Rhénanie, Gustave Ruhl étudie le droit à l’université de Liège. Installé comme avocat à Liège en 1881, Gustave Ruhl va consacrer une grande partie de sa vie à  sa passion d’archéologue et d’historien amateur. Il réalise des centaines de photographies (à Liège, mais aussi dans la région liégeoise et en Allemagne) à caractère historique et archéologique.
Il réalise aussi plusieurs dizaines de maquettes, par lesquelles il restitue des monuments, des zones historiques, un quartier d’une ville. Son œuvre majeure est la maquette « La cité de Liège vers 1730 » qu’il offre en 1910 à l’université de Liège.

## Réalisations
- Maquette de la cité de Liège vers 1730, à l’université de Liège.
- Maquette de la citadelle de Namur, à l’université de Liège.
- Maquette du village de Theux, à l’université de Liège.
- Maquette du château de Franchimont, à l’université de Liège.
- Maquette de la cathédrale Saint-Lambert de Liège, à l’université de Liège.
- Photographies (environ 2000 négatifs), à l’université de Liège.

### Articles
- « Quelques mots sur l'ancienne église Saint-Remacle à Verviers », Bulletin de l'institut archéologique liégeois, Liège, t. XVII,‎ 1883, p. 41-46 (ISSN 0776-1260, lire en ligne)
- « L'expédition des Franchimontois à Sainte-Walburge, 30 octobre 1468 », Bulletin de la Société d'art et d'histoire du diocèse de Liège, t. IX,‎ 1895, p. 147-157 (lire en ligne)
- « Coup d'œil sur les anciens ouvrages fortifiés des villes de la Belgique », Bulletin de l'institut archéologique liégeois, Liège, t. XXXIII,‎ 1903, p. 45-67 (ISSN 0776-1260, lire en ligne)
- « L'ancien hôtel «Delle Wege» à Liège », Chronique archéologique du pays de Liège, t. IV, no 1,‎ janvier 1909, p. 3-4 (lire en ligne)
- « La citadelle de Liège », Chronique archéologique du pays de Liège, t. V, no 5,‎ mai 1910, p. 46-58 (lire en ligne)
- « Nécrologie », Chronique archéologique du pays de Liège, t. V, no 12,‎ décembre 1910, p. 13-45 (lire en ligne)
- « Monument funéraire de la famille de Charneux-Pernode (XVIIe siècle). Eglise de Visé », Chronique archéologique du pays de Liège, t. VI, no 11,‎ novembre 1911, p. 114-117 (lire en ligne)
- « Anciennes et curieuses constructions existant encore à Liège en 1912 », Chronique archéologique du pays de Liège, t. VII, no 4,‎ avril 1912, p. 43-56 (lire en ligne)